# Provinz Ugo

Provinz Ugo (rot)

Ugo (jap. 羽後国, Ugo no kuni) war eine der historischen Provinzen Japans. Sie erstreckte sich über das Gebiet der heutigen Präfektur Akita, außer große Teile der Städte Kazuno und Kosaka sowie in der Präfektur Yamagata den Akumi-gun und den nördlich vom Fluss Mogami gelegenen Teil von Sakata.
Bei der Volkszählung 1872 (Jinshin Koseki) wurden für Ugo 630.036 Einwohner gezählt.

## Geschichte
Die Provinz entstand am 19. Januar 1869 aus der Aufspaltung der Provinz Dewa (出羽国) in die Provinzen Uzen („Vorder-Dewa“) und Ugo („Hinter-Dewa“). Diese wurden kollektiv auch als Ushū (羽州, „Dewa-Provinz(en)“) bezeichnet.

## Lehen
In Ugo befanden sich folgende Lehen (han):
- Kubota (久保田藩)/Akita (秋田藩) (1602–1871)
  - Iwasaki (岩崎藩)/Kubota-Shinden (久保田新田藩)/Akita-Shinden (秋田新田藩) (1701–1871)
- Kameda (亀田藩; 1623–1871)
- Honjō (本荘藩; 1623–1871)
- Yashima (矢島藩; 1640–1871)

## Landkreise
In Ugo befanden sich folgende Landkreise (gun):
- Akita-gun (秋田郡; ab 1878: Minamiakita-gun (南秋田郡) und Kitaakita-gun (北秋田郡))
- Akumi-gun (飽海郡)
- Hiraka-gun (平鹿郡)
- Kawabe-gun (河辺郡)
- Ogachi-gun (雄勝郡)
- Semboku-gun (仙北郡)
- Yamamoto-gun (山本郡)
- Yuri-gun (由利郡)